# TCクラクション
TCクラクションは、グレープカンパニーに所属する日本のお笑いコンビ。

## メンバー
坂本 No.1（さかもと  ナンバーワン、1983年5月2日 - ）（42歳）
ツッコミ担当、立ち位置は向かって右。
- 埼玉県児玉郡出身。
- 本名：坂本 崇裕（さかもと たかひろ）
- かつてはプロダクション人力舎に所属し、戸矢秀一とコンビ「ドリーマーズ」を結成していた。

古家 曇天（ふるや どんてん、1987年10月7日 - ）（37歳）
ボケ・ネタ作り担当、立ち位置は向かって左。
- 埼玉県坂戸市出身。
- 本名：古家 祥吾（ふるや しょうご）
- 旧芸名は曇天三男坊。かつてはマセキ芸能社に所属していた。
- 本名名義で活動していたが、現在は古家曇天に改名している。

## 来歴
それぞれ別の事務所に所属していたがフリーとなり、2019年6月にコンビ結成。同年11月にグレープカンパニーへの所属を発表した。
キングオブコント2019ではフリーで出場し準々決勝まで進出。2020年に初の準決勝進出を果たし、2024年現在まで5年連続で準決勝に進出している。2021年・2022年にはマイナビ Laughter Nightグランドチャンピオン大会にて決勝進出。

## 芸風
コントと漫才を両方行う。ボケとツッコミはネタによって替わるが、坂本がキレ気味に叫ぶネタが多い。

## 賞レースなどの戦績
M-1グランプリ
| 年（回）         | 結果         | エントリー No. | 会場                        | 日時     |
| ---------------- | ------------ | -------------- | --------------------------- | -------- |
| 2019年（第15回） | 2回戦進出    | 2681           | 雷5656会館ときわホール      | 10月19日 |
| 2020年（第16回） | 1回戦敗退    | 2882           | シダックスカルチャーホールA | 9月14日  |
| 2021年（第17回） | 準々決勝進出 | 3596           | ルミネtheよしもと           | 11月16日 |
| 2022年（第18回） | 準々決勝進出 | 4295           | ルミネtheよしもと           | 11月12日 |
| 2023年（第19回） | 準々決勝進出 | 2624           | ルミネtheよしもと           | 11月22日 |
| 2024年（第20回） | 準々決勝進出 | 5129           | ルミネtheよしもと           | 11月21日 |

キングオブコント
| 年（回）         | 結果         | 会場                           | 日時          |
| ---------------- | ------------ | ------------------------------ | ------------- |
| 2019年（第12回） | 準々決勝進出 | きゅりあん小ホール             | 8月8日        |
| 2020年（第13回） | 準決勝進出   | マイナビBLITZ赤坂              | 9月3日・4日   |
| 2021年（第14回） | 準決勝進出   | 日経ホール                     | 9月2日・3日   |
| 2022年（第15回） | 準決勝進出   | 新宿文化センター大ホール       | 9月1日・2日   |
| 2023年（第16回） | 準決勝進出   | めぐろパーシモンホール大ホール | 9月20日・21日 |
| 2024年（第17回） | 準決勝進出   | なかのZERO大ホール             | 9月5日・6日   |
| 2025年（第18回） | 不出場       | 不出場                         | 不出場        |

ダブルインパクト〜漫才&コント 二刀流No.1決定戦〜
| 年度   | 結果       | 備考 |
| ------ | ---------- | ---- |
| 2025年 | 準決勝進出 |      |

その他
- 2021年 - 第7回マイナビ Laughter Nightグランドチャンピオン大会 決勝進出
- 2022年 - ザ・葡萄王～笑いを収穫せよ～ 初代チャンピオン[10]
- 2022年 - ツギクル芸人グランプリ 決勝進出
- 2022年 - 第8回 マイナビ Laughter Night グランドチャンピオン大会 マイナビ賞[11][12]
- 2024年 - R-1グランプリ 2回戦進出[13]（TCクラクション坂本No. 1として）
- 2024年 - 第30回決戦!お笑い有楽城 優勝
- 2025年 - ザ・葡萄王～笑いを収穫せよ～ 第4代チャンピオン[14]

## 出演
坂本のドリーマーズ時代の出演についてはドリーマーズ (お笑い)#出演を、古家の曇天三男坊時代の出演については古家祥吾#出演のそれぞれの節を参照。

### テレビ
- ネタパレ（フジテレビ、2020年10月23日[15]、2023年12月31日）
- 上田ちゃんネル（テレ朝チャンネル1、2021年1月7日、21日「新春!!上田ちゃんネル ネタ祭り2021」[16]）
- さんまのまんま（関西テレビ、2022年1月2日）
- 永野のわっしゃ！（仙台放送、2022年3月5日 - 2023年3月25日） - 不定期出演
- ザ・ベストワン（TBS、2022年4月1日）
- 賞金奪い合いネタバトル ソウドリ〜SOUDORI〜（TBS、2022年5月10日、10月3日）
- ツギクル芸人グランプリ2022（フジテレビ、2022年5月21日[17]）
- THE CONTEへの道（フジテレビ、2022年8月6日[18]、2023年1月28日）
- ドラマツアーズ2022秋～豪華俳優陣勢ぞろい月9＆月10SP～（フジテレビ、2022年10月8日）
- 冗談来人（BSフジ、2022年11月26日、12月31日[19]）
- THE MANZAI 2022 プレマスターズ（フジテレビ、2022年11月27日）
- チョコプランナー（テレビ朝日、2022年11月29日）
- ラヴィット!（TBS、2023年1月6日） - 東京ホテイソンショーゴのおすすめ芸人として登場しネタを披露
- サンドウィッチマンのどうぶつ園飼育員さんプレゼン合戦 ZOO-1グランプリ（TBS、2023年1月31日）
- よるのブランチ（TBS、2023年6月7日）
- オールナイトフジコ（フジテレビ、2023年6月10日） - グレープカンパニー社長、お見送り芸人しんいち、カカロニとフジコネシート枠として
- 証言者バラエティ アンタウォッチマン!（テレビ朝日、2023年9月19日）
- マルコポロリ！（関西テレビ、2024年2月3日）
- 水曜日のダウンタウン（TBSテレビ、2024年4月3日）坂本のみ
- 有名人が惚れた爆笑ネタ ホレネタ（日本テレビ、2024年5月12日）

### ラジオ
- TCクラクションの注射の後に[20]（stand.fm、2021年4月26日 - ） - 不定期更新
- マイナビ Laughter Night（TBSラジオ、2019年12月27日[21]、2020年8月7日「今週の一番」[22]、2021年4月23日「今週の一番」[23]、及び同月の月間チャンピオン[24]、2022年9月16日「今週の一番」[25]、及び同月の月間チャンピオン[26]、2023年1月20日「今週の一番」[27]）
- 三四郎のオールナイトニッポン 年越し初笑いスペシャル 2021→2022（ニッポン放送、2021年12月31日[28]）
- TCクラクションのGERA NEXT（GERA放送局、2022年2月22日 - 3月15日[29]）
- TCクラクションのオールナイトニッポン0(ZERO)（ニッポン放送、2024年4月14日）[30]

## ライブ
- 「ロビンソンズツーマンライブ第三弾「VS TCクラクション」」 渋谷Loft9（2021年7月15日[31][32][33]）
- マイナビ Laughter Night 第7回チャンピオンLIVE 有楽町よみうりホール（2021年10月16日[34]）
- わらふぢなるお×TCクラクションツーマンライブ 渋谷ユーロライブ（2022年4月16日[35]）
- ザ・葡萄王〜笑いを収穫せよ〜 渋谷ユーロライブ（2022年4月16日）
- マイナビ Laughter Night 第8回チャンピオンLIVE 有楽町よみうりホール（2022年10月15日[36]）